# Gas Club
Gas club es una banda indie de Sheffield, Inglaterra, formada en 2005.
La gran mayoría de las letras las escribe Tim (voz/guitarra), pero todo el mundo contribuye de alguna manera. La voz de Tim es profunda y ha sido muchas veces comparada con el cantante de Interpol. 
Gas Club tiene influencias de grupos como Pixies, Alabama3, Bonnie Prince Billy, The Cure, The Wild Swans, Joy Division, The Teardrop Explodes, Nick Cave, The Doors, The Durutti Column, Echo and the Bunnymen y más recientemente por bandas como The Strokes, The Libertines, etc.
Han sido teloneros de grupos como Harrisons (el hermano de Tim toca en este grupo), Milburn, 1990s, Arctic monkeys o Reverend and the makers.
Su primer sencillo, se espera que salga en marzo.

## Canciones de Gas Club
- "Bordertown"
- "Jelly Bean"
- "Dark Night"
- "Bottle Neck"
- "Neepsend"
- "Settle Down"
- "Storm Don't Stay"
- "Old New One"
- "New One"
- "Newest New One"
- "Curses" [recorded March 2007]
- "Disenchanted" [recorded March 2007]

todos los demos han sido grabados por "2fly Studios"